# Dodecadodecaedru trunchiat
În geometrie dodecadodecaedrul trunchiat este un poliedru uniform neconvex, cu indicele U59. Are 54 de fețe (30 de pătrate, 12 decagoane și 12 decagrame), 180 de laturi și 120 de vârfuri. Având 52 de fețe este un pentacontatetraedru neconvex. Un poliedru neconvex are fețe care se intersectează care nu reprezintă muchii sau fețe noi. Doar cele marcate cu sfere aurii sunt vârfuri, iar cele cu linii argintii sunt laturi. Zona centrală a poliedrului este conectată cu exteriorul prin 20 de mici orificii triunghiulare.
Are simbolul Wythoff 2 5 5/3 |, simbolul Schläfli t0,1,2{5/3,5} și diagrama Coxeter .
Denumirea de „dodecadodecaedru trunchiat” este oarecum înșelătoare: trunchierea dodecadodecaedrului ar produce fețe dreptunghiulare, nu pătrate, iar fețele pentagramelor dodecadodecaedrului s-ar transforma în pentagrame trunchiate în loc de decagrame. Totuși, este o cvasitrunchiere a dodecadodecaedrului, așa cum este definită de Coxeter, Longuet-Higgins și Miller în 1954. Din acest motiv mai este cunoscut drept dodecadodecaedrul cvasitrunchiat. Coxeter ș.a. atribuie descoperirea sa matematicianului austriac Johann Pitsch, care l-a prezentat într-un articol publicat în 1881.

## Mărimi asociate

### Coordonate carteziene
coordonatele carteziene ale vârfurilor sale, cu lungimea laturii 2, centrat în origine, sunt toate permutările ale:
{\displaystyle \left(\,\pm 1,\,\pm 1,\,\pm 3\,\right)}
{\displaystyle \left(\,\pm 1,\,\pm {\sqrt {5}},\,\pm {\sqrt {5}}\,\right)}
și toate permutările pare ale:
{\displaystyle \left(\,\pm (2-\varphi ),\,\pm (\varphi -1),\,\pm 2\varphi \,\right)}
{\displaystyle \left(\,\pm (\varphi +1),\,\pm \varphi ,\,\pm 2(\varphi -1)\,\right)}
{\displaystyle \left(\,\pm (\varphi +1),\,\pm (2-\varphi ),\,\pm 2\,\right)}
unde {\displaystyle \varphi ={\frac {1+{\sqrt {5}}}{2}}} este secțiunea de aur.

### Raza sferei circumscrise
Raza sferei circumscrise pentru lungimea laturilor egală cu a este:
{\displaystyle R={\frac {11}{2}}\,a\approx 1,658312\,a.}

### Volum
Următoarea formulă pentru volum V este stabilită pentru lungimea laturilor tuturor poligoanelor (care sunt regulate) a:
{\displaystyle V=15\,a^{3}.}

## Poliedre înrudite

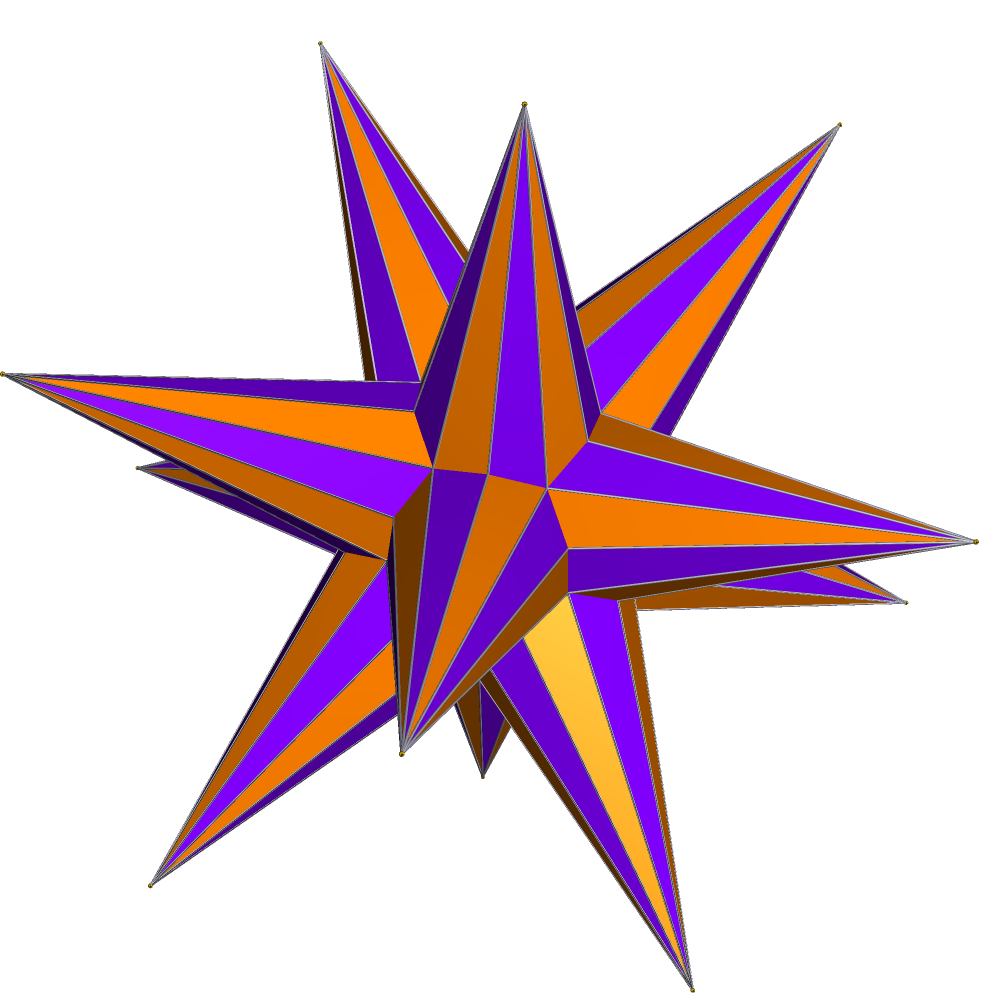
Dual: triacontaedru disdiakis medial

### Poliedru dual
Dualul său este  triacontaedru disdiakis medial.